# Ortonville (Minnesota)
Ortonville település az Amerikai Egyesült Államok Minnesota államában, Big Stone megyében, melynek megyeszékhelye is. Lakosainak száma 2021 fő (2020. április 1.).

## Népesség
A település népességének változása:

| 2010 | 1 916 |
| 2020 | 2 021 |